# Eycheil
Eycheil (Okzitanisch: Eishèlh) ist eine französische Gemeinde mit 530 Einwohnern (Stand: 1. Januar 2022) im Département Ariège in der Region Okzitanien; sie gehört zum Arrondissement Saint-Girons, zum Gemeindeverband Couserans-Pyrénées und zum Kanton Couserans Ouest. Die Einwohner werden Eychailais/Eychailaises genannt.

## Geografie
Eycheil liegt rund 74 Kilometer südsüdwestlich der Stadt Toulouse im Westen des Départements Ariège. Die Gemeinde besteht aus zahlreichen Weilern, Streusiedlungen und Einzelgehöften und liegt am Fluss Salat. Eycheil liegt innerhalb des Regionalen Naturparks Pyrénées Ariégeoises. Weite Teile der Gemeinde sind Bergland und bewaldet. Verkehrstechnisch liegt die Gemeinde an der D618.
Umgeben wird Eycheil von den Nachbargemeinden Saint-Girons im Westen, Nordwesten und Nordosten, Encourtiech im Nordosten, Lacourt im Osten und Südosten sowie Moulis im Südwesten.

## Geschichte
Im 12. Jahrhundert wird das vom Herzog von Couserans erbaute Schloss Château de Chunaut erwähnt. Zeitweise wurde Kupfer in Minen abgebaut. Im Mittelalter lag der Ort innerhalb der Provinz Couserans, die wiederum ein Teil der Provinz Gascogne war. Die Gemeinde gehörte von 1793 bis 1801 zum District Saint-Girons. Zudem lag Eycheil von 1793 bis 2015 innerhalb des Kantons Saint-Girons. Die Gemeinde ist seit 1801 dem Arrondissement Saint-Girons zugeteilt.

## Bevölkerungsentwicklung
| Einwohner                  | 529 | 604 | 601 | 554 | 543 | 500 | 520 | 546 |
| Quellen: Cassini und INSEE |     |     |     |     |     |     |     |     |

## Sehenswürdigkeiten
- Kirche Johannes’ Enthauptung (Église de la Décollation-de-Saint-Jean-Baptiste) mit Krypta aus dem 12. Jahrhundert, Monument historique[1]
- Denkmal für die Gefallenen[2]
- Papierfabrik Papeterie de la Moulasse aus dem Jahr 1875
- Höhle Perte du Sauvajou
- Schachthöhle Gouffre des Corbeaux
- mehrere Wegkreuze
- Überreste des Château de Chunaut aus dem 12. Jahrhundert

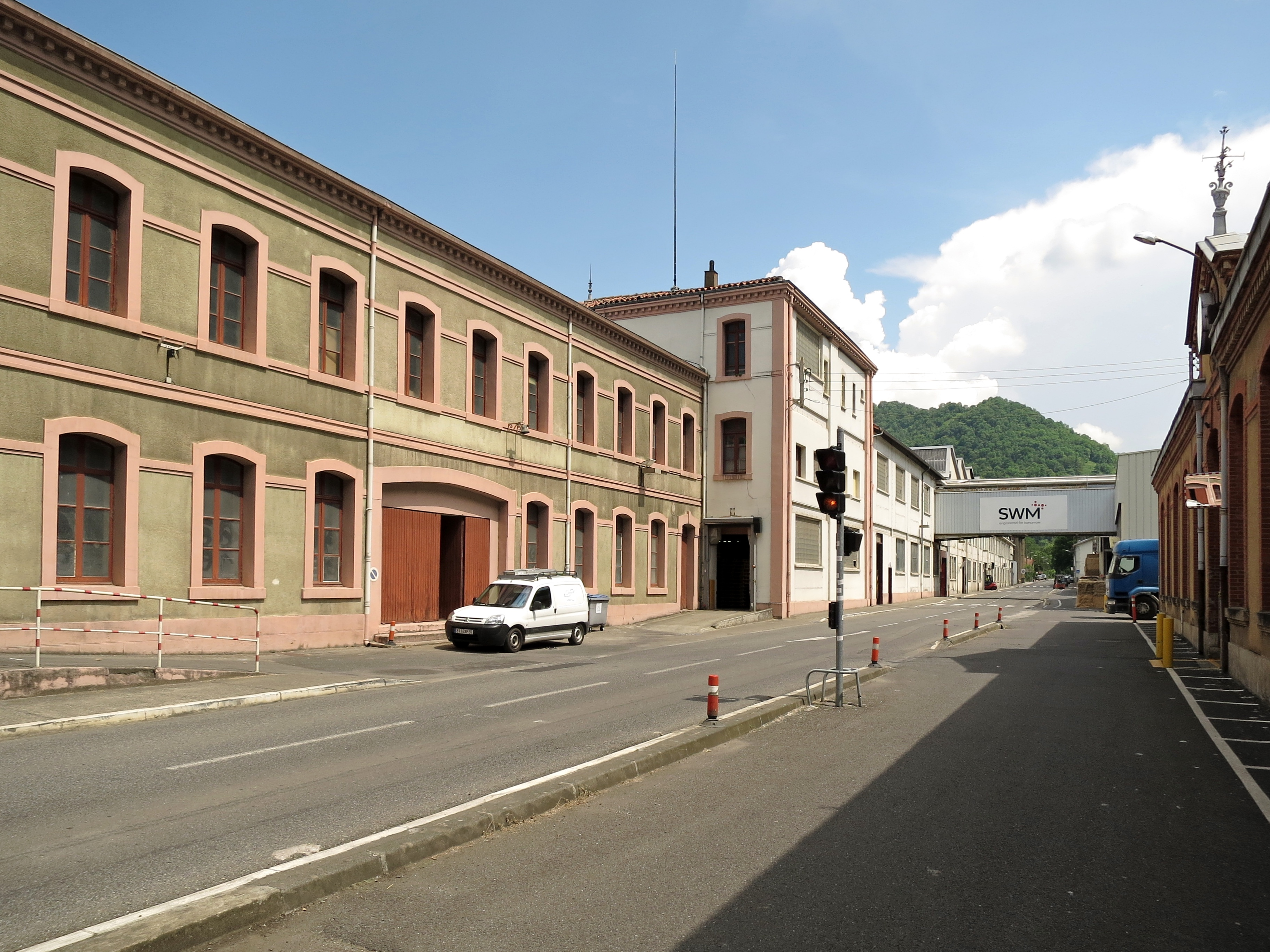
Papeterie de la Moulasse